# 보수정치행동회의
보수정치행동회의(Conservative Political Action Conference, CPAC)는 미국의 보수주의 연례 정치 행사로, 정치 단체 미국 보수연합의 주최로 이루어진다. 미국 전역에서 활동하는 보수주의 활동가와 공화당으로 대표되는 보수 성향 정치인, 유권자들이 대거 참석하며, 1974년 개최되었다. 현재 (2025년) 의장은 매트 슐랩이다.  해외에서는 오스트레일리아, 브라질, 일본, 헝가리에서 개최된 바 있고, 대한민국에서는 2019년 개최되어 세계 다섯 번째로 열리게 된 나라가 되었다.
CPAC는 매년 비공식적인 대권주자 선호도 여론 조사를 실시하여 보수주의 운동의 바로미터 역할을 한다. 2022년 2차 회의 기준 도널드 트럼프가 69%로 가장 높았고, 론 드산티스가 24%를 기록했다.

## 역사

### 1974년
이 회의는 미국 보수연합과 자유를 위한 젊은 미국인에 의해 1974년에 창립되었다.  로널드 레이건이 핵심 연사였고,  대통령 후보 였던 그는 존 윈스럽이 설교한 " 언덕 위의 빛나는 도시" 를 인용해 미국의 비젼을 전했다. 

### 2010년-2017년
2010년에는 GOProud 라는 게이 보수단체와 공동협찬으로 행사를 가졌다.  이 단체는 미국 보수연합을 통해 도널드 트럼프가 2011년 행사에 연사로 나와 줄것을 초대하는 데 기여했다.  GOProud 의 공동창업자인 크리스토퍼 배런은 트럼프의 2016년 대통령선거를 지지하면서 LGBT for Trump 를 시작하였다.  
2014년에는 미국 무신론협회를 초대하였으나 이 협회의 회장인 데이비드 실버맨의 반대로 무산되었다.  
2015년에는 최초의 무신론자 행동가인 하밀라 베이가 참석하였다. 
2016년에는 로그 캐빈 공화당 단체와 최초로 공동 주최하였는데, 이 단체는 LGBTQ+ 보수주의자 및 공화당 지지자들의 정치단체이다. 

### 2019년
이 회의는 메릴랜드주 게이로드 국립리조트 켄벤션 센터에서 열렸으며 도널드 트럼프등의 연사로 개최되었다. 주된 내용은 사회주의와의 전쟁과 형사 사법개혁을 주로하는 내용이었으며, 중국, 알렉산드리아 오카시오코르테스, 그린뉴딜을 비판하였다. 

### 2025년
워싱턴에서 열린 2025년 회의에서 연사로는 도널드 트럼프, J. D. 밴스, 리즈 트러스와 일론 머스크였다.  아르헨티나 대통령인 하비에르 밀레이는 머스크에게 전기톱을 전달했으며 머스크는 "관료주의를 위한 전기톱" 이라고 불렀다. 민경욱 전의원은 2월 19일 행사에 참석해, 한국의 부정 선거가 대한민국에서 펼쳐지고 있다고 주장하면서 "진정한 친구는 어려울 때 도와주는 친구다"라고 말했다. 모스 탄 교수는 윤석열 전 대통령이 “(21대 총선)부정 선거 증거를 확보하기 위해 계엄령을 선포했다”고 주장했다.

##### 특별세션
- 한국 관련 세션: 21일 오후, 한국보수주의연합(KCPAC)이 주최한 세션에서는 대한민국의 비상계엄과 부정선거에 대한 논의가 이루어졌다. 이 세션에는 박주현 변호사, 고든 창, 스티브 예이츠 등 전문가들이 참여하여 한국의 정치 상황과 선거 무결성에 대한 토론을 진행하였다.[3]

## 국제 보수정치 행동회의

### 대한민국
최초의 대한민국 보수정치 행동회의는 2019년 10월 3일에 서울특별시에서 개최되었다.  참가자로는 매트 슐렙, 댄 슈나이더, 미국 현직 법무장관이었던 매튜 휘테이커, 전직 국가안보부 보좌관인 K.T. 맥파랜드, 아시아 전문 비평가인 고든 창, 폭스 뉴스 기자인 제니 피로등이다. 